# Жужелица Виетингхоффа
Жужелица Виетингхоффа (лат. Carabus vietinghoffi) — вид жужелиц рода Carabus (Carabidae). Включён в Красные книги Тюменской области (2004), Ямало-Ненецкого автономного округа (2010) в статусе редкого вида.

## Распространение
Сибирь и Северная Америка. Россия: западная и восточная Сибирь, включая Забайкалье, Полярный Урал. Китай, КНДР, Аляска, Канада.

## Описание
Длина тела от 27 до 35 мм. Основная окраска чёрная, надкрылья зеленоватые с красноватой каёмкой. Тело выпуклое, надкрылья морщинистые, в 2 раза шире головы. Обитает в таёжных пойменных лесах. Зимуют личинки, молодые жуки появляются из куколок весной.
- Carabus vietinghoffi bowringi Chaudoir, 1863
- Carabus vietinghoffi fulgidus Fischer, 1827
- Carabus vietinghoffi vietinghoffi Adams, 1812